# Johan Mårtensson
Johan Mårtensson est un footballeur suédois, né le 16 février 1989 à Skövde. Il évolue au poste de milieu défensif à l'Örebro SK.

## Palmarès
Vierge

## Statistiques
| Saison    | Club       | Pays        | Championnat       | Coupes nationales | Coupes continentales |
| --------- | ---------- | ----------- | ----------------- | ----------------- | -------------------- |
| 2008      | GAIS       | Allsvenskan | 15 matchs / 1 but | -                 | -                    |
| 2009      | GAIS       | Allsvenskan | 25 matchs         | -                 | -                    |
| 2010      | GAIS       | Allsvenskan | 26 matchs         | -                 | -                    |
| 2011      | GAIS       | Allsvenskan | 12 matchs         | 2 matchs / 1 but  | -                    |
| 2011-2012 | FC Utrecht | Eredivisie  | 25 matchs / 1 but | 1 match           | -                    |
| 2012-2013 | FC Utrecht | Eredivisie  | 16 matchs         | 3 matchs          | -                    |

Dernière mise à jour le 9 juin 2013